# Won’t You Be My Neighbor?
Won’t You Be My Neighbor? (engl. für „Willst du nicht mein Nachbar sein?“) ist ein Dokumentarfilm von Morgan Neville, der am 19. Januar 2018 im Rahmen des Sundance Film Festivals seine Premiere feierte und am 8. Juni 2018 in ausgewählte US-amerikanische Kinos kam. Die Filmbiografie beschäftigt sich mit dem Werk und der Leitphilosophie von Fred Rogers.

## Biografischer Hintergrund und Inhalt

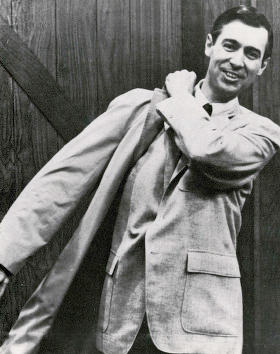
Die Filmbiografie beschäftigt sich mit dem Werk und der Leitphilosophie von Fred Rogers, hier Ende der 1960er Jahre

Fred Rogers war ein amerikanischer Fernsehmoderator, Musiker, Puppenspieler und Produzent, der vor allem als Hauptdarsteller und Autor der Kinderserie Mister Rogers’ Neighborhood bekannt wurde. Am 1. Mai 1969 musste Rogers vor dem Senat aussagen, um die Finanzierung seiner Serie zu sichern. Rogers erzählte hierbei, was er mit der Serie erreichen wollte und trug ein Lied vor, um so Senator John O. Pastore davon zu überzeugen, 20 Millionen US-Dollar für den Public Broadcasting Service und öffentliche Medien bereitzustellen. Pastore hatte die Sendung zwar nie gesehen, war jedoch von den Ausführungen überwältigt. Die Rede von Fred Rogers gilt als einer der ikonischsten Momente in der Geschichte öffentlicher Medien.

## Produktion
Regie führte Morgan Neville, der im Jahr 2014 für seinen Dokumentarfilm 20 Feet from Stardom mit einem Oscar ausgezeichnet wurde. Neville kombinierte in seinem Film animierte Sequenzen mit Archivaufnahmen von Rogers und ihm nahe stehenden Personen und Interviews mit dessen Familie, Freunden und Kollegen.
Die Filmmusik wurde von Jonathan Kirkscey komponiert. Der Soundtrack zum Film, der auch die Lieder It’s Such a Good Feeling und Won’t You Be My Neighbor? von Fred Rogers enthält, das dem Film seinen Titel gab, wurde am 8. Juni 2018 von Back Lot Music veröffentlicht.
Der Film feierte am 19. Januar 2018 im Rahmen des Sundance Film Festivals und damit einen Monat vor Rogers 15. Todestag seine Premiere und kam am 8. Juni 2018 in ausgewählte US-amerikanische Kinos.

## Rezeption

### Kritiken
Der Film konnte bislang 97 Prozent der Kritiker bei Rotten Tomatoes überzeugen und erhielt hierbei eine durchschnittliche Bewertung von 8,7 der möglichen 10 Punkte. Zudem ging der Film aus den 20th Annual Golden Tomato Awards in der Kategorie Best-Reviewed Documentaries 2018 als Sieger hervor.
Valerie Ettenhofer von Film School Rejects meint, man müsse die Fernsehshow nicht gemocht oder gesehen haben, um diesen Dokumentarfilm genießen zu können, der Fred Rogers einzigartige Beziehung mit Kindern beleuchtet. Die Geschichte sei etwas für jeden Menschen, der einen Puls besitzt, so Ettenhofer weiter.
Joey Nolfi von Entertainment Weekly brachte Won’t You Be My Neighbor? frühzeitig als möglichen Kandidaten bei der anstehenden Oscarverleihung ins Gespräch: „Inmitten der jüngsten Welle beunruhigender Nachrichten aus der Politik bis hin nach Hollywood ist Morgan Nevilles wirklich erfrischender, biografischer Dokumentarfilm über die gutmütige TV-Legende Fred Rogers eine viel sagende Erinnerung an die einfachen Bande der Freundschaft, die die Menschheit verbinden.“

### Auszeichnungen (Auswahl)
Bei der anstehenden Oscarverleihung 2019 befindet sich der Film in einer Shortlist in der Kategorie Bester Dokumentarfilm. Im Folgenden eine Auswahl von Auszeichnungen und Nominierungen:
Critics’ Choice Documentary Awards 2018
- Auszeichnung als Bester Dokumentarfilm (Morgan Neville)
- Auszeichnung für die Beste Regie (Morgan Neville)
- Nominierung als Most Innovative Documentary (Morgan Neville)
- Auszeichnung für den Besten Filmschnitt (Jeff Malmberg und Aaron Wickenden)[8][9]

Eddie Awards 2019
- Nominierung in der Kategorie Bester Filmschnitt – Dokumentarfilm (Jeff Malmberg und Aaron Wickenden)[10]

Golden Trailer Awards 2018
- Auszeichnung in der Kategorie Best Documentary[11]

Gotham Awards 2018
- Nominierung als Bester Dokumentarfilm (Morgan Neville)
- Auszeichnung mit dem Publikumspreis[12][13]

Hollywood Music in Media Awards 2018
- Nominierung für die Beste Filmmusik – Dokumentarfilm (Jonathan Kirkscey)[14]

Independent Spirit Awards 2019
- Auszeichnung als Bester Dokumentarfilm[15]

International Documentary Association Awards 2018
- Nominierung als Bester Dokumentarfilm[16]

Nantucket Film Festival 2018
- Auszeichnung mit dem Special Achievement in Documentary Storytelling Award (Morgan Neville)
- Auszeichnung als Best of Fest[17]

National Board of Review Awards 2018
- Aufnahme in die Top 5 Documentaries[18]

Online Film Critics Society Awards 2019
- Auszeichnung als Bester Dokumentarfilm[19]

Producers Guild of America Awards 2019
- Auszeichnung als Bester Dokumentarfilm (Morgan Neville, Nicholas Ma, Caryn Capotosto)[20]

Satellite Awards 2018
- Nominierung als Bester Dokumentarfilm[21]

Seattle International Film Festival 2018
- Auszeichnung als Bester Dokumentarfilm mit dem Golden Space Needle Award (Morgan Neville)[22]